# Kreis Wittstock
| Basisdaten                            | Basisdaten                                        |
| ------------------------------------- | ------------------------------------------------- |
| Bezirk der DDR                        | Potsdam                                           |
| Kreisstadt                            | Wittstock/Dosse                                   |
| Fläche                                | 574 km² (1989)                                    |
| Einwohner                             | 24.540 (1989)                                     |
| Bevölkerungsdichte                    | 43 Einwohner/km² (1989)                           |
| Kfz-Kennzeichen                       | D und P (1953–1990) DX (1974–1990) WK (1991–1993) |
|                                       |                                                   |
| Der Kreis Wittstock im Bezirk Potsdam |                                                   |

Der Kreis Wittstock war ein Landkreis im Bezirk Potsdam der DDR. Von 1990 bis 1993 bestand er als Landkreis Wittstock im Land Brandenburg fort. Sein Gebiet liegt heute im Landkreis Ostprignitz-Ruppin in Brandenburg. Der Sitz der Kreisverwaltung befand sich in Wittstock/Dosse.

## Geographie

### Lage
Der Kreis Wittstock lag in der östlichen Prignitz und wurde von der Dosse durchflossen.

### Nachbarkreise
Der Kreis grenzte im Norden an die Kreise Röbel/Müritz und Neustrelitz (beide Bezirk Neubrandenburg), im Osten an den Kreis Neuruppin, im Süden an den Kreis Kyritz und im Westen an die Kreise Pritzwalk und Lübz.

## Geschichte
Am 25. Juli 1952 kam es in der DDR zu einer umfassenden Verwaltungsreform, bei der die Länder aufgelöst und neue Bezirke gebildet wurden. Die alten preußischen Landkreise wurden aufgelöst und neue kleinere Kreise gebildet. Aus Teilen des damaligen Landkreises Ostprignitz wurde der neue Kreis Wittstock mit Sitz in Wittstock/Dosse gebildet. Der Kreis wurde dem neuen Bezirk Potsdam zugeordnet.
Am 17. Mai 1990 wurde der Kreis in Landkreis Wittstock umbenannt. Anlässlich der Deutschen Wiedervereinigung erfolgte am 3. Oktober bzw. endgültig am 14. Oktober 1990 (Termin der Landtagswahl) die Zuordnung zum Land Brandenburg.

### Einwohnerentwicklung
| Jahr      | 1960   | 1971   | 1981   | 1989   |
| Einwohner | 23.026 | 22.810 | 23.280 | 24.540 |

## Politik

### Landrat
- 1990 bis 1993: Christian Gilde (SPD)

## Wirtschaft
Bedeutende Betriebe waren unter anderen:
- VEB Obertrikotagenbetrieb „Ernst Lück“ Wittstock/Dosse; (zuletzt Teil des Kombinats Trikotagen)
- VEB Tuchfabrik Wittstock
- VEB Holzindustrie Wittstock
- VEB Metallurgieanlagen Wittstock; (zuletzt Teil des Bandstahlkombinats)

## Verkehr
Der Kreis war durch die Autobahnen Berliner Ring–Wittstock–Rostock und Wittstock–Zarrentin in das Autobahnnetz der DDR eingebunden. Beide Autobahnen waren im Abzweig Wittstock miteinander verknüpft.
Mit dem  Eisenbahnnetz der DDR war der Kreis Wittstock durch die Strecken Wittenberge–Wittstock–Neustrelitz und Wittstock–Kremmen verbunden.

## Kreisangehörige Städte und Gemeinden
Aufgeführt sind alle Orte, die am 25. Juli 1952 bei Einrichtung des Kreises Wittstock eigenständige Gemeinden waren. Eingerückt sind Gemeinden, die bis zum 5. Dezember 1993 ihre Eigenständigkeit verloren und in größere Nachbargemeinden eingegliedert wurden, oder die sich zu neuen Gemeinden zusammengeschlossen haben.
- Wittstock, Kreisstadt
- Babitz (heute ein Ortsteil der Stadt Wittstock/Dosse)
- Berlinchen (heute ein Ortsteil der Stadt Wittstock/Dosse)
- Biesen (seit 1. Januar 1977 mit Ortsteil Eichenfelde[4]) (heute ein Ortsteil der Stadt Wittstock/Dosse)
- Blandikow (heute ein Ortsteil der Gemeinde Heiligengrabe)
- Blesendorf (heute ein Ortsteil der Gemeinde Heiligengrabe)
- Christdorf (heute ein Ortsteil der Stadt Wittstock/Dosse)
- Dossow (heute ein Ortsteil der Stadt Wittstock/Dosse)
- Dranse (heute ein Ortsteil der Stadt Wittstock/Dosse)
  - Eichenfelde (wurde am 1. Januar 1977 nach Biesen eingemeindet[4]) (heute ein Gemeindeteil der Stadt Wittstock/Dosse)
- Fretzdorf (heute ein Ortsteil der Stadt Wittstock/Dosse)
- Freyenstein, Stadt (heute ein Ortsteil der Stadt Wittstock/Dosse)
- Gadow (heute ein Ortsteil der Stadt Wittstock/Dosse)
  - Glienicke (wurde am 1. Mai 1974 nach Zaatzke eingemeindet[4]) (heute ein Gemeindeteil der Gemeinde Heiligengrabe)
- Goldbeck (heute ein Ortsteil der Stadt Wittstock/Dosse)
- Groß Haßlow (heute ein Ortsteil der Stadt Wittstock/Dosse)
- Heiligengrabe (Gemeinde und Ortsteil der Gemeinde Heiligengrabe)
- Herzsprung (heute ein Ortsteil der Gemeinde Heiligengrabe)
- Jabel (heute ein Ortsteil der Gemeinde Heiligengrabe)
- Königsberg (heute ein Ortsteil der Gemeinde Heiligengrabe)
- Liebenthal (heute ein Ortsteil der Gemeinde Heiligengrabe)
- Maulbeerwalde (heute ein Ortsteil der Gemeinde Heiligengrabe)
- Niemerlang (heute ein Ortsteil der Stadt Wittstock/Dosse)
- Papenbruch (heute ein Ortsteil der Gemeinde Heiligengrabe)
- Rossow (heute ein Ortsteil der Stadt Wittstock/Dosse)
- Schweinrich (heute ein Ortsteil der Stadt Wittstock/Dosse)
- Sewekow (heute ein Ortsteil der Stadt Wittstock/Dosse)
- Wernikow (heute ein Ortsteil der Gemeinde Heiligengrabe)
- Wulfersdorf (heute ein Ortsteil der Stadt Wittstock/Dosse)
- Zaatzke (seit 1. Mai 1974 mit Ortsteil Glienicke) (heute ein Ortsteil der Gemeinde Heiligengrabe)
- Zempow (heute ein Ortsteil der Stadt Wittstock/Dosse)
- Zootzen (heute ein Ortsteil der Stadt Wittstock/Dosse)

1992 bildeten die zahlreichen kleinen Gemeinden Verwaltungsgemeinschaften (Ämter) zur Erledigung der Verwaltungsaufgaben. Im Kreis Wittstock bildeten sich die folgenden Ämter:
- Amt Wittstock-Land (verwaltete auch Flecken Zechlin aus dem damaligen Kreis Neuruppin)
- Amt Heiligengrabe/Blumenthal (drei Gemeinden gehörten zum Kreis Pritzwalk)

Im Rahmen der Kreisreform in Brandenburg, die am 6. Dezember 1993 in Kraft trat, ging der Landkreis im neuen Landkreis Ostprignitz-Ruppin auf.

## Kfz-Kennzeichen
Den Kraftfahrzeugen (mit Ausnahme der Motorräder) und Anhängern wurden von etwa 1974 bis Ende 1990 dreibuchstabige Unterscheidungszeichen, die mit dem Buchstabenpaar DX begannen, zugewiesen. Die letzte für Motorräder genutzte Kennzeichenserie war DS 15-16 bis DS 20-80.
Anfang 1991 erhielt der Landkreis das Unterscheidungszeichen WK. Es wurde bis Ende 1993 ausgegeben. Seit dem 18. März 2013 ist es im Landkreis Ostprignitz-Ruppin erhältlich.

## Belege